# Chiesa di Santa Maria Annunziata (Serina)
La chiesa di Santa Maria Annunciata conosciuta anche come chiesa della Santissima Annunziata è il principale luogo di culto cattolico di Serina dedicata all'Annunciazione di Maria Vergine, parrocchia dal 1449.

## Storia
Che un edificio presente a Serina intitolato a Santa Maria Annunziata era presenta già nel 1100, lo si evince dalla prima citazione risalente al 1190 quando la chiesa di Lepreno fu smembrata dalla pieve di Dossena dal vescovo Guala, divenendo chiesa madre di tutta la valle, e successivamente, con decreto del 1449, Serina diventa autonoma da Lepreno. Venne edificato un nuovo edificio di culto completamente in sasso vivo. Secondo la relazione scritta dal parroco Tommaso Carrara, redatta durante la visita pastorale del vescovo di Bergamo Giovanni Paolo Dolfin, nei primi anni del XIX secolo la chiesa si presentava in pietra, il presbiterio era a pianta quadrata in stile gotico; la datazione di fine lavori era incisa a lato del portale d'ingresso: MCCCCLXII, quindi l'edificio doveva essere terminato nel 1462.
La chiesa venne completamente riedificata nel XVIII secolo, anche se i lavori richiesero molti anni, sia per mancanza di fondi che per la mancanza di accordi tra i membri della fabbriceria. Nel 1737 furono ultimati la sagrestia e il coro. Due delibere datate una il 19 marzo e la successiva il 25 aprile, confermano la fine dei lavori e anche la commissione per la realizzazione degli stalli del coro a Giacomo Caniana padre del più famoso Giovan Battista Caniana, che intervenne in qualità di architetto presentando i progetti nel 1747. Il prosieguo dei lavori divenne possibile grazie a un ricco lascito testamentario di 4000 scudi. Il nuovo edificio fu consacrato mantenendone l'antica intitolazione, con quella di san Feliciano martire di cui si conservano le reliquie traslate nel 1655, il 26 luglio 1760 dal frate francescano alzanese Serafino Torriani, suffraganeo del vescovo di Bergamo Antonio Redetti come si evince dall'iscrizione posta accanto all'ingresso.
La chiesa con decreto del vescovo di Bergamo Pier Luigi Speranza del 10 gennaio 1878, divenne sede vicariale diventando il parroco foraneo di tutte le chiese della circoscrizione di Dossena Nel 1971 con decreto del vescovo Clemente Gaddi, la vicaria venne unita a quella di san Giovanni Bianco entrando nella zona pastorale V. Solo nel 1979, con decreto del 27 maggio, la parrocchia fu unita al neo-vicariato di Selvino-Serina.
Durante i lavori di pavimentazione con la creazione d'impianto di riscaldamento, furono rinvenute sotto due metri di materiale, nove tombe, tutte riferibili alla seconda metà del XVIII secolo, si ritiene quindi che la chiesa ebbe anche funzione cimiteriale per alcune famiglie importanti della comunità serinese. Con l'avvento del periodo napoleonico della fine del secolo, la tradizione di sepoltura nella chiesa fu cessata. Anche se nel 1930 fu traslato il corpo del cardinale Felice Cavagnis, e posto nel monumento sepolcrale realizzato su disegno di Luigi Angelini.

## Descrizione

### Esterno
La chiesa, orientata secondo la tradizione liturgica, è posta in una zona sopraelevata rispetto al centro abito ed è raggiungibile da una gradinata. Il sagrato ha una pavimentazione in ciottolato. La facciata si sviluppa su due ordini, divisi da un'ampia cornice in coppi che gira sui lati. La parte inferiore è preceduta da un protiro composto da due colonne aventi un'alta zoccolatura sagomata e capitello dorico, che reggono il tettuccio, risalente alla prima chiesa.

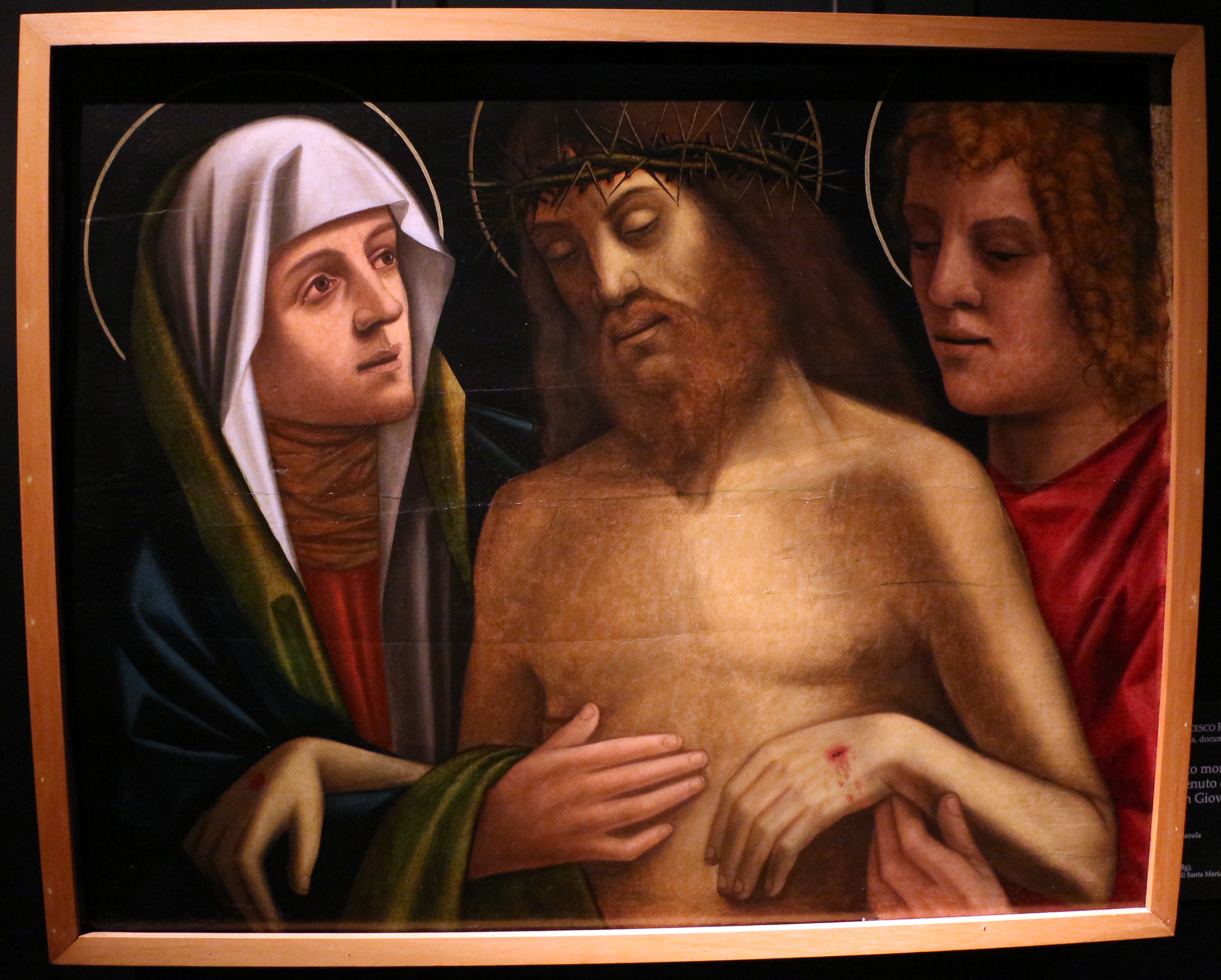
Francesco Rizzo da Santacroce-Polittico di Santa Maria Annunziata

### Interno
La chiesa a navata unica, presenta tre cappelle per lato divise da quattro lesene terminanti da capitelli corinzi che reggono il cornicione che circonda tutta l'aula divisa in cinque campate, e gli archi che sorreggono la volta. Centrale all'aula la cupola ellissoidale ornata di affreschi raffiguranti nei pennacchi i quattro evangelisti e nella nell'anello superiore sono raffigurate le virtù, mentre culminante l'affresco dell'Assunzione di Maria, opere di affrescatura eseguite da Gian Battista Rodriguez e di stuccatura da Eugenio Camuzio, fratello del più famoso Muzio Camuzio.
Il primo dei sette altari presenti nella navata è dedicato a Sant'Orsola con la pala d'altare a lei dedicata raffigurante il Martirio di santa Orsola e delle compagne, opera datata 1646 di autore ignoto. L'altare originariamente era dedicato ai santi Sebastiano, Pietro da Verona, e Nicola da Tolentino, come si evince dall'affresco recuperato nei restauri del XX secolo datato 1477.

Corrispondente sul lato a sinistra vi è l'altare dedicato alla Santa Croce con la tela settecentesca realizzata da Francesco Paglia raffigurante l'adorazione della Croce dagli angeli. Entrambi gli altari presentano ricche decorazioni.

Seguono quelli dell'Immacolata Concezione e quello della Madonna del Rosario realizzati nella seconda metà del Settecento. Gli altari presentano stucchi realizzati da Muzio Camuzio raffiguranti angeli. Mentre gli ovali raffiguranti le stazioni della Via Crucis sono stati realizzati dalla bottega di Francesco Capella. La pala eseguita da Pietro Gualdi detto Oldrini raffigura l'Immacolata e san Feliciano martire.

Seguono l'altare del Redentore Risorto o del Santissimo e quello del Suffragio precedentemente dedicato a san Nicola da Tolentino, sicuramente i più antichi perché citati negli atti nella visita pastorale di san Carlo Borromeo del 1575. Il primo è ornato dalla parte del polittico di Jacopo Palma il Vecchio posto in una cornice lignea barocca raffigurante il Polittico della presentazione della Vergine. Quello del suffragio conserva la tela di Palma il Giovane raffigurante la Madonna nella parte superiore e i santi Paolo e Nicola da Tolentino nella parte inferiore.

### Sagrestia
La sagrestia conserva numerose opere tra le quali il polittico sempre di Jacopo Palma il Vecchio composto da otto pannelli di legno raffiguranti rispettivamente Santa Apollonia, san Giuseppe, beato Alberto carmelitano, san Filippo, san Giovanni Evangelista, La purificazione di Maria, san Francesco d'assisi e san Giacomo il Maggiore. Sempre del Negretti è lo stendardo raffigurante la Pietà con Maria e Giovanni che riporta la scritta: MDLXV ANTONIUS PALMA PICTOR FECIT. Alcuni dipinti olio su tela, di Carlo Ceresa raffiguranti i santi Agostino, Monica, Lucia e l'Angelo custode, sant'Elena imperatrice e l’Imperatore Eraclio che porta la Croce. Di Francesco Rizzo da Santacroce sono presenti tre pannelli parti del polittico che l'artista aveva eseguito a Venezia ma che gli erano stati commissionati dalla comunità serinese, al prezzo di 17 ducati pagati nel 1517, raffiguranti san Pietro, San Giovanni Battista e la Madonna con il Cristo morto. Resta visibile la firma dell'artista: Franco Rizo da Santa Crocedepense questa opera- in Venezia 1518. Vi sono inoltre due dipinti, olio su tavola di Andrea Previtali parti di un polittico raffiguranti san Pietro da Verona e san Nicola da Tolentino, eseguiti nei primi anni del XVI secolo. La sagrestia conserva anche due stendardi di cui uno datato 1599 e firmato Pietro Ronzelli raffiguranti da un lato sant'Andrea porta croce, e sul lato opposto il Santissimo Sacramento con offerenti. Mentre il secondo è opera del nipote di Palma il vecchio, Antonio Palma del 1555.